# Section Paloise

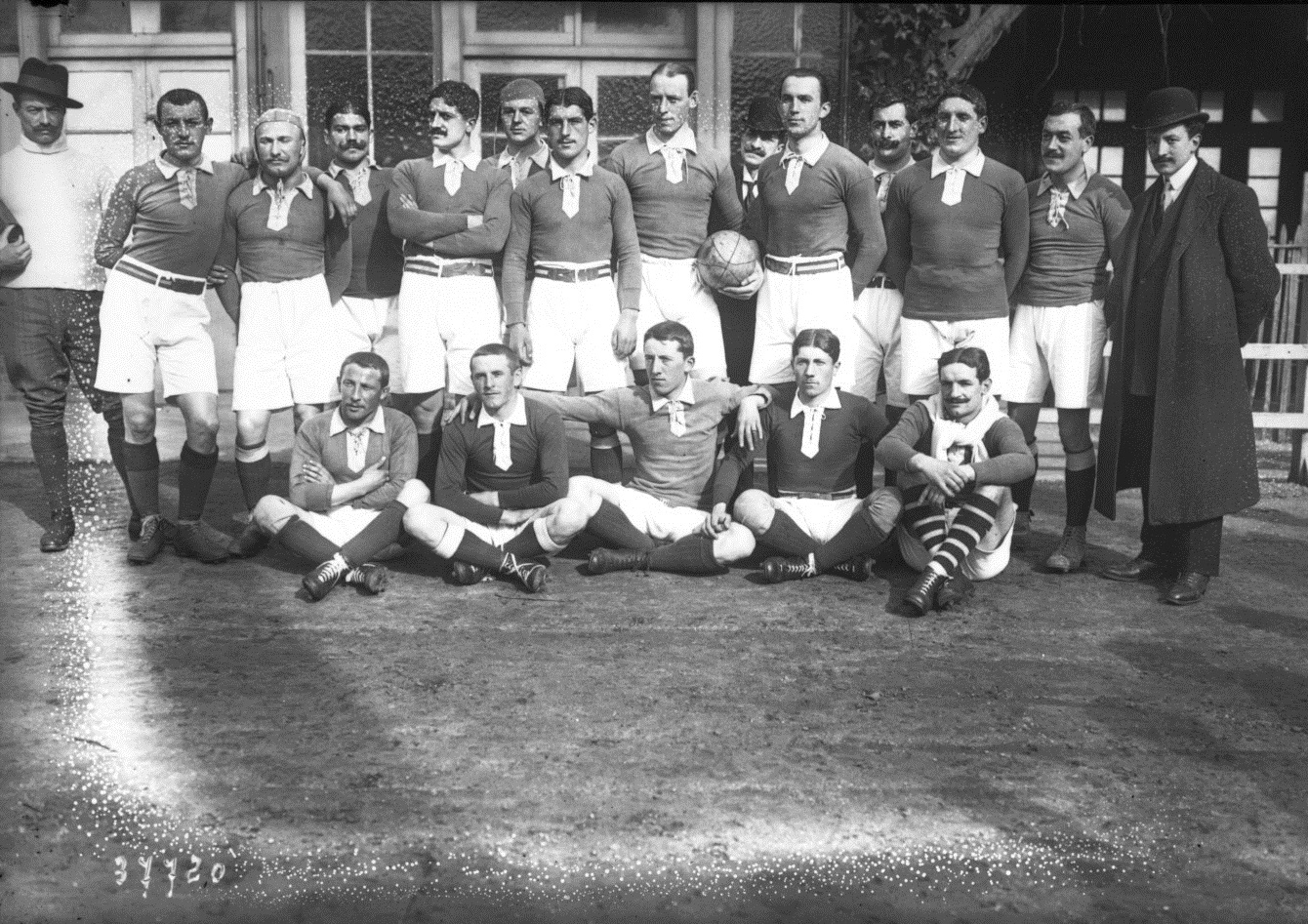
Drużyna z roku 1914

Section Paloise (pełna nazwa Section Paloise Béarn Pyrénées) – profesjonalny klub rugby union z siedzibą w Pau w regionie Pirenejów Atlantyckich. Klub powstał w roku 1902.

## Historia
Klub dołączył do najwyższej klasy rozgrywkowej po raz pierwszy w 1911 roku..
W sezonie 2005-06 klub spadł do niższej ligi skąd powrócił do Top 14 w sezonie 2014-15.

## Stadion
Od roku 1948 klub rozgrywa swoje mecze na Stade du Hameau który po renowacji w latach 2015-2017 może pomieścić 18 tys. kibiców.

## Trofea
- Mistrzostwo Francji     
  - Zwycięzcy (3): 1927-28, 1945-46, 1963-64
- Challenge Yves du Manoir     
  - Zwycięzcy (3): 1939, 1952, 1997
- European Challenge Cup     
  - Zwycięzcy (1): 1999-00